# Ultraljubičasta katastrofa
Ultraljubičasta katastrofa ili Rayleigh-Jeansova katastrofa je pojam iz klasične fizike. 
Predviđanja klasične fizike kasnog 19. stoljeća i s početka 20. stoljeća bila su da će idealno crno tijelo pri toplinskoj ravnoteži emitirati zračenje beskonačne snage.
Krajem 19. stoljeća izmjeren je spektar zračenja crnog tijela. Fizičare je zanimalo mogu li toplinsko zračenje objasniti zakonima klasične fizike, to jest statističkom mehanikom i elektrodinamikom odnosno valnom teorijom svjetlosti. Pokušali su objasniti oblik krivulja spektra za pojedine temperature te dobiti kvantitativna ovisnost energije zračenja o valnoj duljini.
Bilo je nekoliko pokušaja, od kojih su najvažniji Wienov i Rayleigh-Jeansov.

## Wienov pokušaj
Wilhelm Wien je 1896. izveo aproksimaciju koja je bila dobra samo za male valne duljine. Valna duljina koja odgovara maksimumu izračene energije (λm) obrnuto je srazmjerna apsolutnoj temperaturi
Jednadžba dobro opisuje kratkovalni dio spektra (visoka frekvencija) toplinskog zračenja s objekata, ali zakazuje kad treba objasniti podatke dobivene pokusima za zračenje dugih valova (niska frekvencija).

## Pokušaj Rayleigha i Jeansa
John William Strutt Rayleigh i James Hopwood Jeans 1900. su izveli matematičku jednadžbu koja iskazuje gustoću energije zračenja crnog tijela. Osnova pretpostavka bila je da svjetlost zrače harmonički oscilatori (kao što su elektroni u atomima), pri čemu oni mogu biti bilo koje vrijednosti energije.
Za valnu dužinu λ glasi:
{\displaystyle B_{\lambda }(T)={\frac {2ckT}{\lambda ^{4}}},}
gdje je c brzina svjetlosti, k je Boltzmannova konstanta, a T je temperatura u kelvinima.  Za frekvenciju ν, izraz je 
{\displaystyle B_{\nu }(T)={\frac {2\nu ^{2}kT}{c^{2}}}.}
Rayleigh–Jeansova jednadžba poklopila se s pokusima s visokim valnim dužinama (niske frekvencije), no sasvim se protivi rezultatima dobivenim u pokusima s kratkim valnim dužinama (visoke frekvencije, odnosno u ultraljubičastom području). Pokazalo se da ovo nije zato što se u izvođenju jednadžbe provukla pogreška, nego zbog toga što zakoni klasične fizike ne moge objasniti sve pojave u prirodi, prije svega pojave u mikrosvijetu, i zbog toga promatranja i predviđanja klasične fizike nisu bili u skladu.
Tako klasična fizika nije uspjela objasniti objasni spektre toplinskog zračenja. Problem je Paul Ehrenfest 1911. godine godine nazvao "ultraljubičasta katastrofa", s obzirom na to da je problem koji je rušio tezu bio u području kratkih valnih dužina, gdje su ultraljubičaste zrake.
Rješavanje ovog problema bio je jedan od temeljnih aspekata razvitka kvantne mehanike ranog 20. stoljeća. Put k rješenju dali su Max Planck, koji je 14. prosinca 1900. postavio zakon zračenja za crno tijelo, uvevši novu konstantu te izveo novi izraz za spektralnu gustoću koji se u potpunosti slagao s mjerenjima iz pokusa. i Albert Einstein, koji je postulirao da Planckovi kvanti nisu matematička fikcija, nego stvarne čestice, one koje danas zovemo fotonima.